# Hakha
Hakha (birmanisch ဟားခါးမြို့; BGN/PCGN: hagamyo; ehemals Haka) ist die Hauptstadt des Chin-Staates, einer Verwaltungseinheit im Westen von Myanmar.

## Geschichte
Hakha wurde um 1400 von Mitgliedern der Lai gegründet. Bis britische Truppen 1889 in der Siedlung eintrafen, wurde sie von Vorstehern dieser ethnischen Gruppe regiert und es wurden über 600 Gebäude errichtet.
Im Zuge ihres Feldzuges, die wilden Völker der Welt zu unterwerfen, besetzten die Briten am 19. Januar 1890 die Siedlung und untergliederten sie ihrer Regierung. Einige Jahre später wurde Hakha zur Stadt ernannt.
Während des Zweiten Weltkriegs wurde Hakha am 11. November 1943 von japanischen Truppen erobert, später von den Briten aber wieder zurückerobert.
Als Myanmar 1948 Unabhängigkeit von den Briten erlangte, gewann Hakha größere Bedeutung. Sie wurde 1974 Hauptstadt des neu entstandenen Chin-Staates, was einen großen Zustrom an Arbeitskräften und ein Anwachsen der Stadt mit sich brachte. Heute ist Hakha mit 20.000 Einwohnern (Stand: 2005) bevölkerungsreichste Stadt im Chin-Staat.

## Lage
Hakha liegt 1867 m über dem Meeresspiegel am Fuße des 2299 m hohen Rung Tlang, einer der höchsten Erhebungen des Chin-Staates. Die Stadt erstreckt sich entlang einer einzigen Straße und ist durch Straßen mit den Orten Thantlang, Falam, Gangaw und Matupi verbunden.

## Klima
Die jährliche Niederschlagsmenge beträgt 219 cm.
Der Monat Januar ist im Durchschnitt mit einer mittleren Temperatur von 27 °C der kälteste, der April mit 36 °C der heißeste Monat im Jahr. Der Winter ist in Hakhma verhältnismäßig windig und kalt, sodass die Temperatur vereinzelt bis auf −2 °C fällt. Als Myanmar 2009 unter einer Kältewelle litt, wurde dies von den lokalen Medien nicht aufgegriffen, da Temperaturen um den Gefrierpunkt nichts Ungewöhnliches in Hakha sind.

## Religion
Hakha ist Sitz eines römisch-katholischen Bischofs.